# Marisol Carratú
Marisol Carratú Santoro, née le 15 juillet 1986 à Buenos Aires, est une handballeuse internationale argentine qui joue au poste de gardienne de but. Elle joue dans le club espagnol de Club Balomano Atlético Guardés.

## Biographie
Elle représente l'Argentine au Championnat du monde féminin de handball 2013 en Serbie, en 2015 au Danemark, et en 2017 en Allemagne. En 2016, elle fait partie de l'équipe nationale aux Jeux olympiques d'été de 2016.

## Palmarès

### En club
- Championnat d'Argentine : 2015[5]
- champion d'Espagne en 2017

### En sélection
- 19e au Championnat du monde 2013
- au Championnat panaméricain 2013 à Cuba
- 18e au Championnat du monde 2015
- aux Jeux panaméricains de 2015 à Toronto
- 12e aux Jeux olympiques de 2016
- 23e au Championnat du monde 2017
- au Championnat panaméricain 2017 en Argentine
- aux Jeux sud-américains de 2018 en Bolivie
- aux Jeux panaméricains de 2019 à Toronto